# ВБ (футбольный клуб, Воавур)
ВБ Воавур — футбольный клуб из Воавура, города на Фарерских островах. 
В структуре клуба существует женская гандбольная команда.

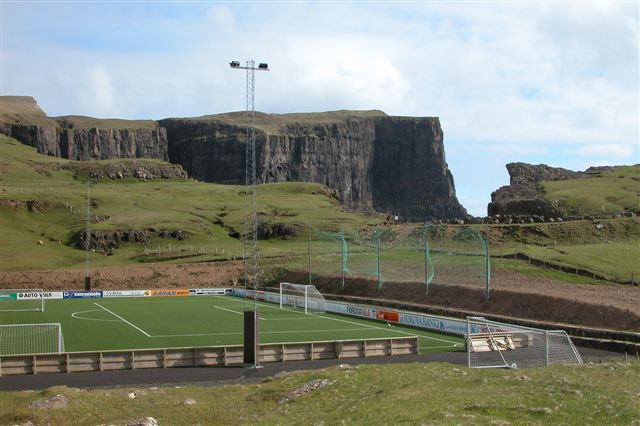
Вестури а Эйдинум — домашний стадион ВБ.

## Достижения
- Чемпион Фарерских островов 200в года
- Обладатель Кубка Фарерских островов 1974 года

## Европейские соревнования
Победа в чемпионате Фарерских островов дала право Вагуру выступить в Лиге Чемпионов.
- 1К = 1-й квалификационный раунд

| Сезон   | Турнир              | Раунд |                           | Клуб            | Счёт     |
| ------- | ------------------- | ----- | ------------------------- | --------------- | -------- |
| 2001/02 | Лига чемпионов УЕФА | 1К    | Флаг Беларуси (1995—2012) | Славия (Мозырь) | 0:0, 0:5 |